# Thaiflugsnappare
Thaiflugsnappare (Muscicapa williamsoni) är en fågel i familjen flugsnappare inom ordningen tättingar.

## Utseende och läte
Thaiflugsnapparen är en liten (12–14 cm) jordbrun flugsnappare med relativt stort huvud och kort stjärt. Ovansidan är brun, med mer varmbeige ton på övergumpen. Spetsarna på mellersta och större övre vingtäckarna och kanterna på tertialerna är beigefärgade, medan spetsarna på inre armpennorna är mer kastanjebruna. På undersidan syns tydliga ljusbruna strimmor på bröstet, flankerna och övre delen av buken som dock kan saknas om dräkten är sliten. Fåglar på Borneo är mindre och mörkare, med kortare vingar och mindre tydlig ring kring ögat.
Liknande nära släktingen glasögonflugsnappare är mer enfärgat gråbrun på huvud och ovansida, med mörkare vingpennor och tydligare vit ögonrung. Vidare har den ett otydligt mörkt mustaschstreck och mörka fjädercentra på hjässan som gör att den ser ut att vara svagt fläckad. Undersidan saknar också strimmor. Även sibirisk flugsnappare är lik, men thaiflugsnapparen har större ljust område på tygeln, kortare handpenneprojektion, mörkare brunt på vingpinner och stjärt, helvita undre stjärttäckare och större näbb med ljust på undre näbbhalvan. Den saknar även sibiriska flugsnapparens ljusa halskrage.
Sången har beskrivits som lik glasögonflugsnapparens, med korta och varierade trillar uppblandade med visslingar, böjda toner och kvitter. Två andra läten som noterats är korta tunna ”tzi” och hårda "cheititit".

## Utbredning och systematik
Thaiflugsnappare delas upp i två underarter med följande utbredning:
- Muscicapa williamsoni williamsoni – förekommer från södra Myanmar till norra Malaysia, övervintrar från Malackahalvön till Sumatra och Siberut
- Muscicapa williamsoni umbrosa – förekommer på  Borneo (Sarawak, östra Sabah och sydöstra Kalimantan); möjligen även på centrala Malackahalvön samt på Sumatra

Arten behandlas ofta som del av glasögonflugsnappare. Å andra sidan kan underarten umbrosa utgöra en egen art.

## Levnadssätt
Thaiflugsnapparen häckar i öppen helt eller delvis städsegrön lövskog och gläntor upp till knappt 1300 meters höjd. Vintertid och under flyttning ses den i liknande miljöer, men även i parker, trädgårdar, fruktodlingar och buskmarker.

## Status
IUCN erkänner den inte som art, varför den inte placeras i någon hotkategori.

## Namn
Fågelns vetenskapliga artnamn hedrar Sir Walter James Franklin Williamson (1867-1954), ekonomisk rådgivare till Thailands regering samt samlare av specimen och oolog.